# Лазар Кукић
Лазар Кукић (Београд, 12. децембар 1995) је српски рукометаш. Игра на позицији средњег бека.

## Каријера
Са сениорском репрезентацијом Србије је играо на Светском првенству 2019. године.